# Typoma quedenfeldti
Typoma quedenfeldti är en skalbaggsart som först beskrevs av Auguste Lameere 1903.  Typoma quedenfeldti ingår i släktet Typoma och familjen långhorningar.
Artens utbredningsområde är Gabon. Inga underarter finns listade i Catalogue of Life.